# Сележень (Селаж)
Сележень, Сележені (рум. Sălăjeni) — село у повіті Селаж у Румунії. Входить до складу комуни Бокша.
Село розташоване на відстані 404 км на північний захід від Бухареста, 18 км на північний захід від Залеу, 80 км на північний захід від Клуж-Напоки.

## Населення
За даними перепису населення 2002 року у селі проживали 598 осіб. Усі жителі села рідною мовою назвали румунську.
Національний склад населення села:
| Національність | Кількість осіб | Відсоток |
| -------------- | -------------- | -------- |
| румуни         | 547            | 91,5%    |
| цигани         | 51             | 8,5%     |